# Direito bancário
O Direito Bancário é um ramo do Direito que se ocupa das normas e regulamentos que regem as atividades e as relações entre bancos, instituições financeiras e seus clientes. Podendo também ser descrito como o conjunto de regras e princípios especialmente aplicáveis ao conjunto da atividade bancária em sentido lato, compreendendo a recepção de depósitos, o empréstimo de fundos, e uma série de outro tipo de operações ativas e passivas.
O Direito Bancário compreende também as normas de direito público que visam a regulação e supervisão da atividade bancária. Outros aspectos mais gerais, como as normas relativas à prevenção da lavagem de dinheiro (ou branqueamento de capitais) têm também um impacto direto na área bancária.

## Legislação aplicável e supervisão
Em Portugal a entidade supervisora é o Banco de Portugal.
Em Macau a principal lei aplicável é o Regime Jurídico do Sistema Financeiro, aprovado pelo Decreto-Lei n.º 32/93/M de 5 de Julho. A entidade supervisora é a Autoridade Monetária de Macau.
No Brasil, o órgão máximo é o Conselho Monetário Nacional, que tem como órgão executor o Banco Central do Brasil, que juntamente com as demais instituições financeiras públicas e privadas compõem o Sistema Financeiro Nacional.